# Ausztria magyar emlékei, látnivalói

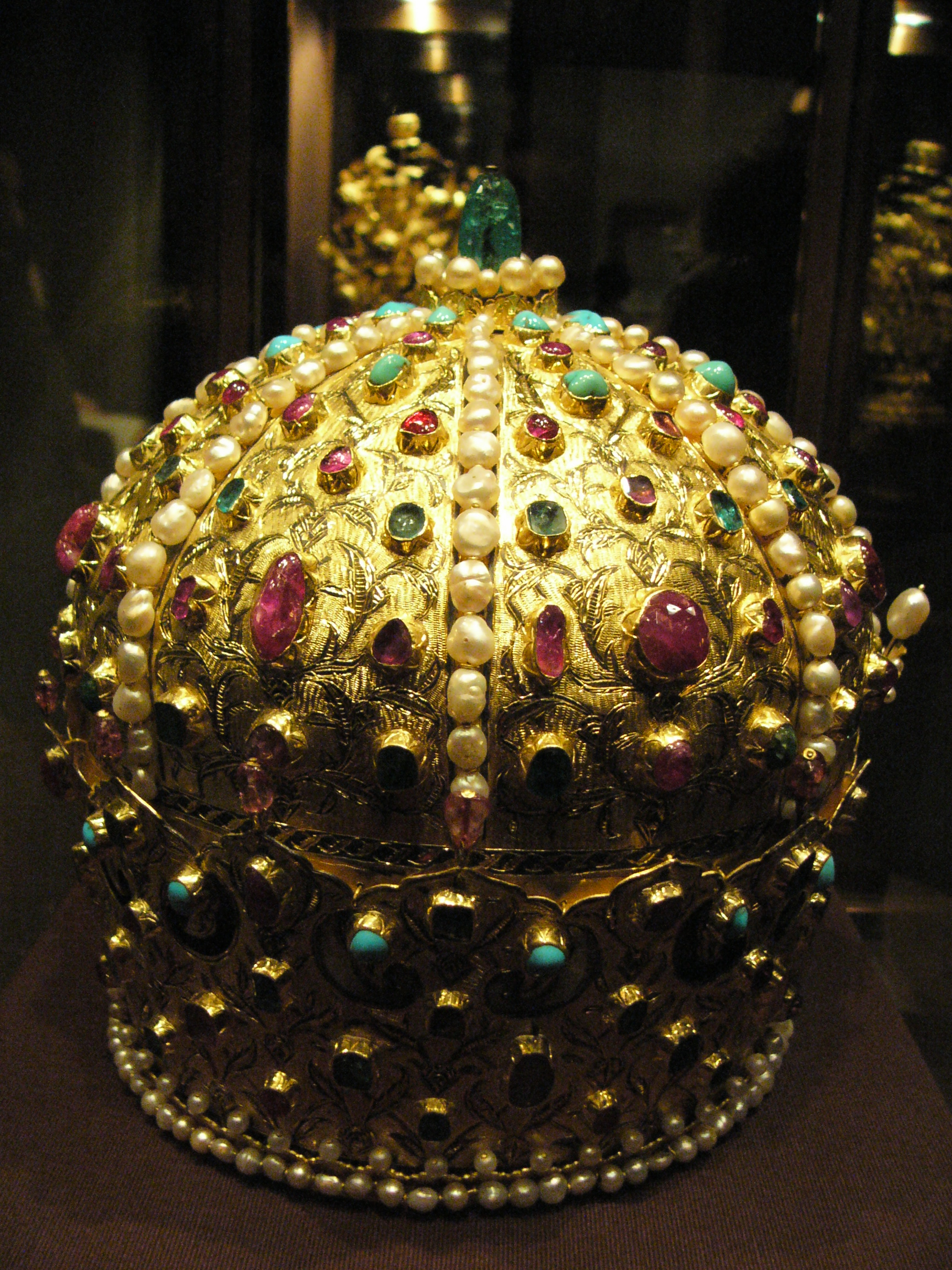
Bocskai István koronája Bécsben

Ez a szócikk Ausztria legfontosabb magyar történelmi emlékeit, helyszíneit, valamint a burgenlandi magyarok kulturális életéhez, művészetéhez, néphagyományaihoz kötődő látnivalókat mutatja be régió és téma szerinti csoportosításban.

## Alsó-Ausztria
- Allensteig, Blumau, Oberwölbing, Retz, Waidhofen - ld.temetők
- Bécsújhely
  - Zrínyi Péter és Frangepán Ferenc Kristóf sírkövei (testük Zágrábban nyugszik)
  - a Városi Múzeum és a Városi Levéltár magyar emlékei:
    - Mátyás király sapkája
    - Mátyás király nyakfodra, melyet a város birtokbavételekor viselt
    - Corvin-serleg
    - Mátyás király kiváltságlevele a város számára 1487-ből
- Melk
  - Könyves Kálmán király ereklyetartója
  - Beatrix királyné imakönyve
- Bad Deutsch-Altenburg
  - R. k. templom oltárképe a Magyarok Nagyasszonyáról (a templomot I. István alapította)
  - az ismeretlen magyar katona sírja a templomkertben
- Sankt Pölten
  - Mátyás király kiváltságlevele a város számára 1489-ből (Stadtarchiv)

## Bécs
A belvárosban:

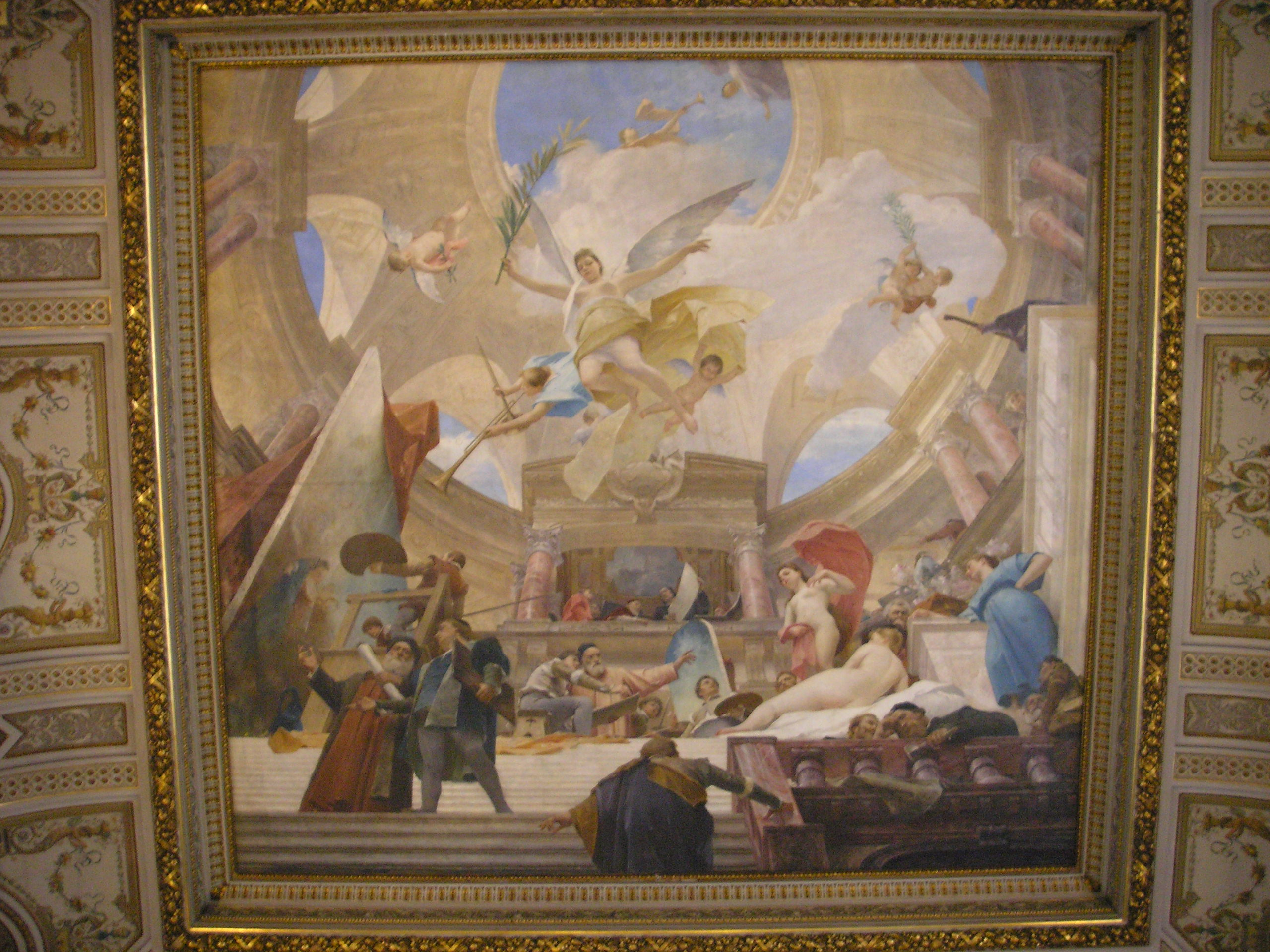
Munkácsy Mihály műve a Bécsi Szépművészeti Múzeumban

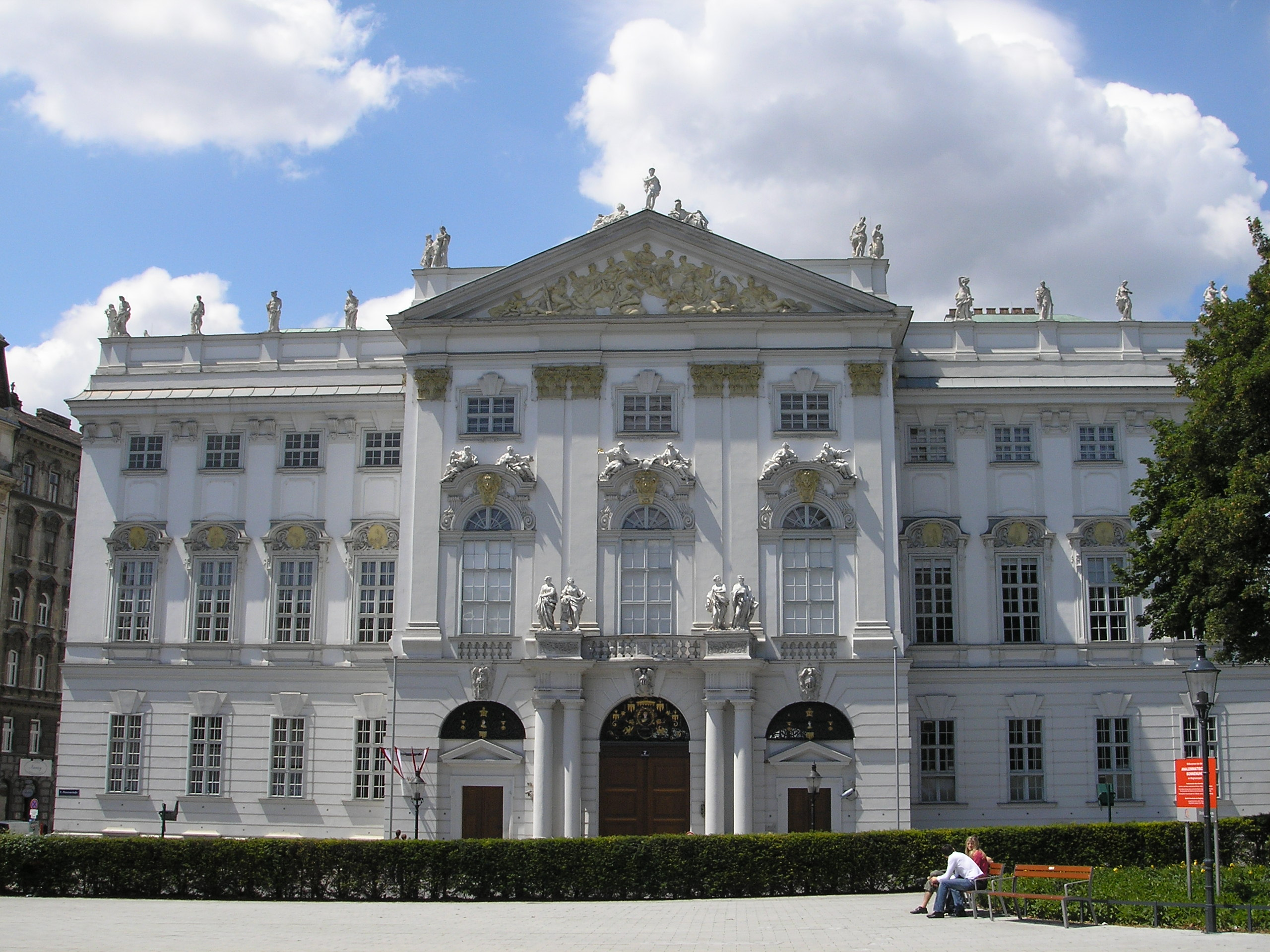
A bécsi Testőrpalota (Palais Trautson)

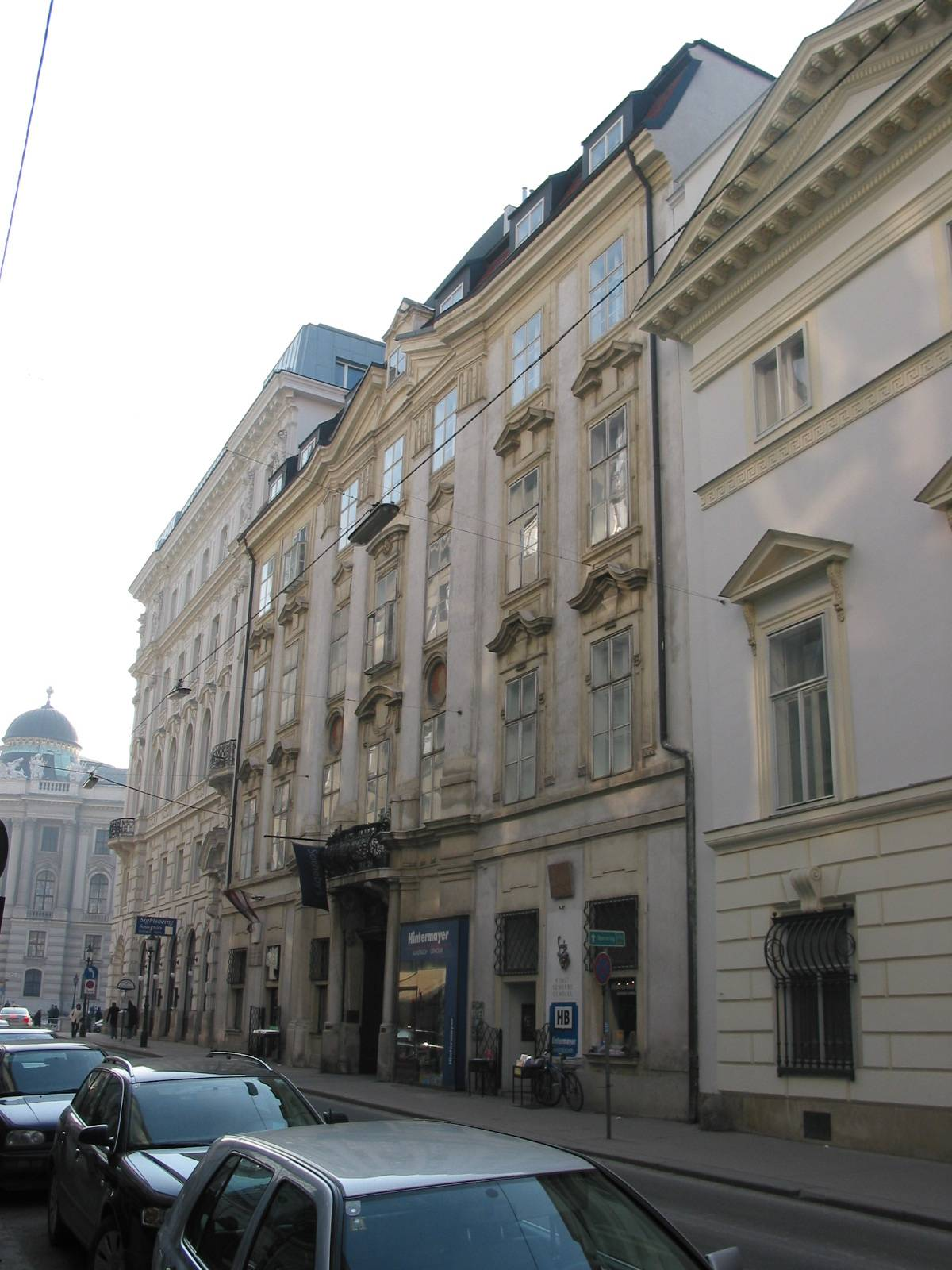
A Wilczek-palota, Széchenyi István szülőháza

- Hofburg: Császári kincstár (Weltliche und Geistliche Schatzkammer): honfoglalás kori vezéri kard, Nagy Lajos király keresztje, Bocskai István fejedelem koronája
- Bécsi Szépművészeti Múzeum (Kunsthistorisches Museum): lépcsőházának mennyezetén Munkácsy Mihály híres freskója, a kiállításokon a nagyszentmiklósi kincs, Luxemburgi Zsigmond eredeti életnagyságú portréja, Mátyás király márványdomborműve, Mária magyar királynő mellszobra, a fegyvergyűjteményben Mátyás király, II. Lajos király, Zrínyi Miklós a szigetvári hős, Báthori István fejedelem fegyverei és vértjei, magyar huszáregyenruhák
- Mária Terézia-emlékmű (Maria-Theresia-Denkmal) magyar mellékalakjai: Grassalkovich Antal, Nádasdy Ferenc, Hadik András, Pray György
- Új Egyetem (Neue Universität): árkádjában Semmelweis Ignác szobra
- Ausztriai magyar nagykövetség, az egykori magyar kancellária, Bécs egyik legszebb barokk épülete
- Testőrpalota (Palais Trautson): 1760–1918 között a magyar királyi testőrség otthona, híres lakói: Barcsay Ábrahám, Báróczi Sándor, Bessenyei György, Kisfaludy Sándor, Görgei Artúr, Klapka György. 1920–1949 között a Bécsi Magyar Történeti Intézet és a Collegicum Hungaricum székhelye. Híres ösztöndíjasai voltak például Benda Kálmán, Bibó István, Keresztury Dezső, Kosáry Domokos. A nagy díszteremben magyar testőrkapitányok portréi, az épület mellett Bessenyei György mellszobra látható. Az épület ma Ausztria külügyminisztériuma.
- Esterházy-palota (Palais Esterházy): Joseph Haydn gyakran zenélt itt a magyar hercegi családnak.
- Pálffy-palota (Palais Pálffy), Batthyány-palota (Palais Batthyány), Nádasdy-palota (Palais Nádasdy)
- Wilczek-palota (Palais Wilczek): az egykori Széchényi-palota Széchenyi István szülőháza magyar nyelvű emléktáblával
- Erdődy-Fürstenberg-palota (Palais Erdődy-Fürstenberg): A palota elődjében évekig lakott II. Rákóczi Ferenc, amire magyar nyelvű emléktábla emlékeztet. 1806-ban Erdődy Péterné vendégeként néhány hónapig Ludwig van Beethoven is itt lakott.
- Régi városháza (Altes Rathaus): A belső udvarban található tanácsteremben (Bürgerstube) fejezték le Nádasdy Ferencet 1671-ben, amire német nyelvű emléktábla emlékeztet.
- Szálloda a magyar királyhoz (Hotel zum König von Ungarn): a Bécsbe látogató magyar főurak kedvelt szálláshelye volt, még ma is több szoba őrzi magyar családok nevét.

A belvároson kívül:
- Grassalkovich-kastély
- Hadtörténeti Múzeum: számos magyar vonatkozású szobor, festmény, címer, egyenruha, fegyver és más kiállítási tárgy
- Bécsi Városi Múzeum (Museum der Stadt Wien): Magyar vonatkozású festmények, rézkarcok és műtárgyak például Nádasdy Ferenc kivégzéséről, Libényi János Ferenc József elleni merényletéről
- Theresianum: a nemesifjak egykori oktatóintézete, számos híres magyar tanára és tanulója volt.
- Lehár-ház: Lehár Ferenc palotája
- Munkácsy Mihály egykori lakóháza
- Pázmáneum: magyar papnevelde, 1971–1975 között itt lakott Mindszenty József bíboros
- Zichy-palota: ma koreai nagykövetség
- Andrássy-villa Andrássy Franciska emlékművével
- Döblingi elmegyógyintézet: itt élt 1848–1860 között és itt lett öngyilkos Széchenyi István. Az épület előtt a legnagyobb magyar mellszobra. Jelenleg kerületi bíróság.
- Schikaneder-Lehár-kastély: Lehár-emlékszoba
- Stammersdorfi plébániatemplom: az Esterházy család sírjai

## Burgenland

### Észak-Burgenland

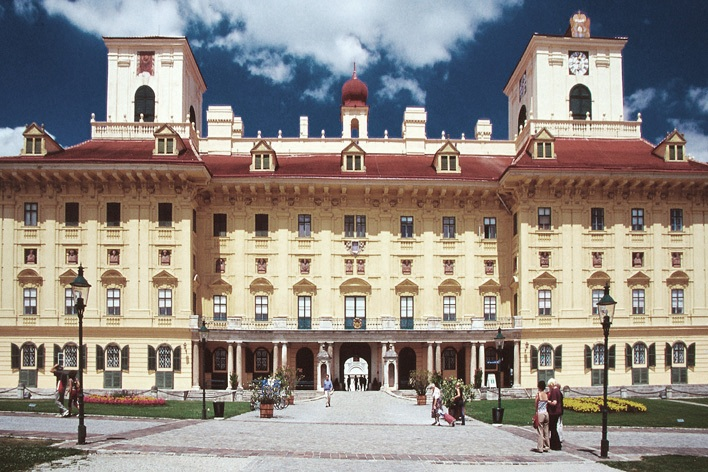
Kismarton: az Esterházy-kastély

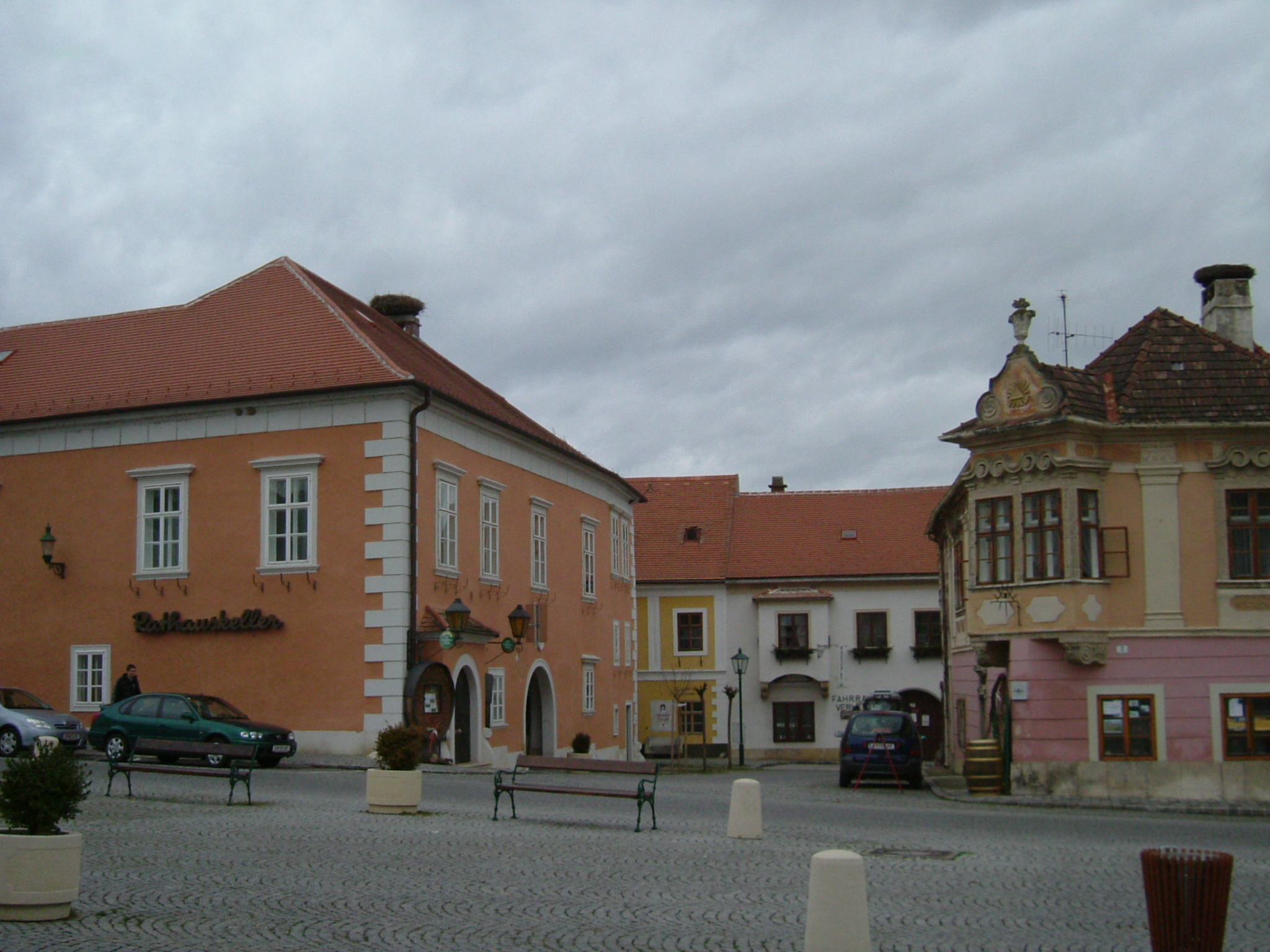
Ruszti házak

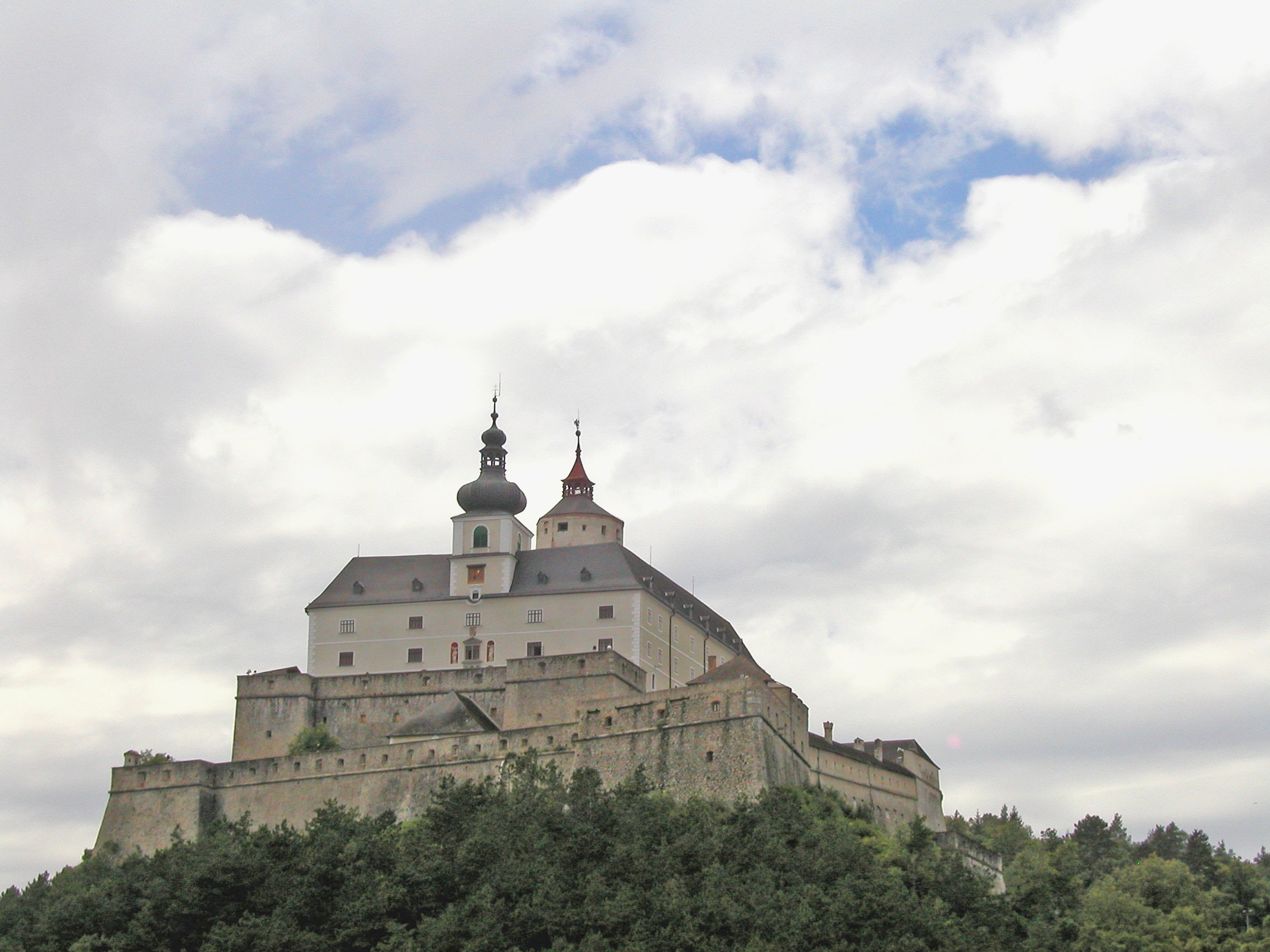
Fraknó vára

A Soproni-hegységtől északra, a Fertő-tó környéke.
- Nezsider
  - Tábor-vár
- Kismarton
  - Esterházy-kastély
  - Haydn-múzeum
  - Kálváriahegy
  - Esterházy-könyvtár
  - ferences templom, a kriptában Esterházy-sírok
- Fertőmeggyes
  - Katolikus templom
- Fertőszéleskút
  - Török torony
- Feketeváros
  - "Török ház"
  - Katolikus templom
- Ruszt
  - Halásztemplom
  - Plébániatemplom
- Lorettom
  - Kolostor és kegytemplom (búcsújáróhely)
- Nagymarton
  - Katolikus templom
- Sopronkertes
  - Pálos kolostor
- Fraknó
  - Fraknó vára
  - Katolikus templom
- Köpcsény
  - "régi kastély"
  - Batthyány-kastély
- Boldogasszony
  - Búcsújáró templom
  - Mosonyi Mihály szülőháza
- Mosontarcsa
  - a magyar menekültek emlékoszlopa (1966)
- Darufalva
  - fekete kereszt, háromnyelvű felirattal

### Közép-Burgenland

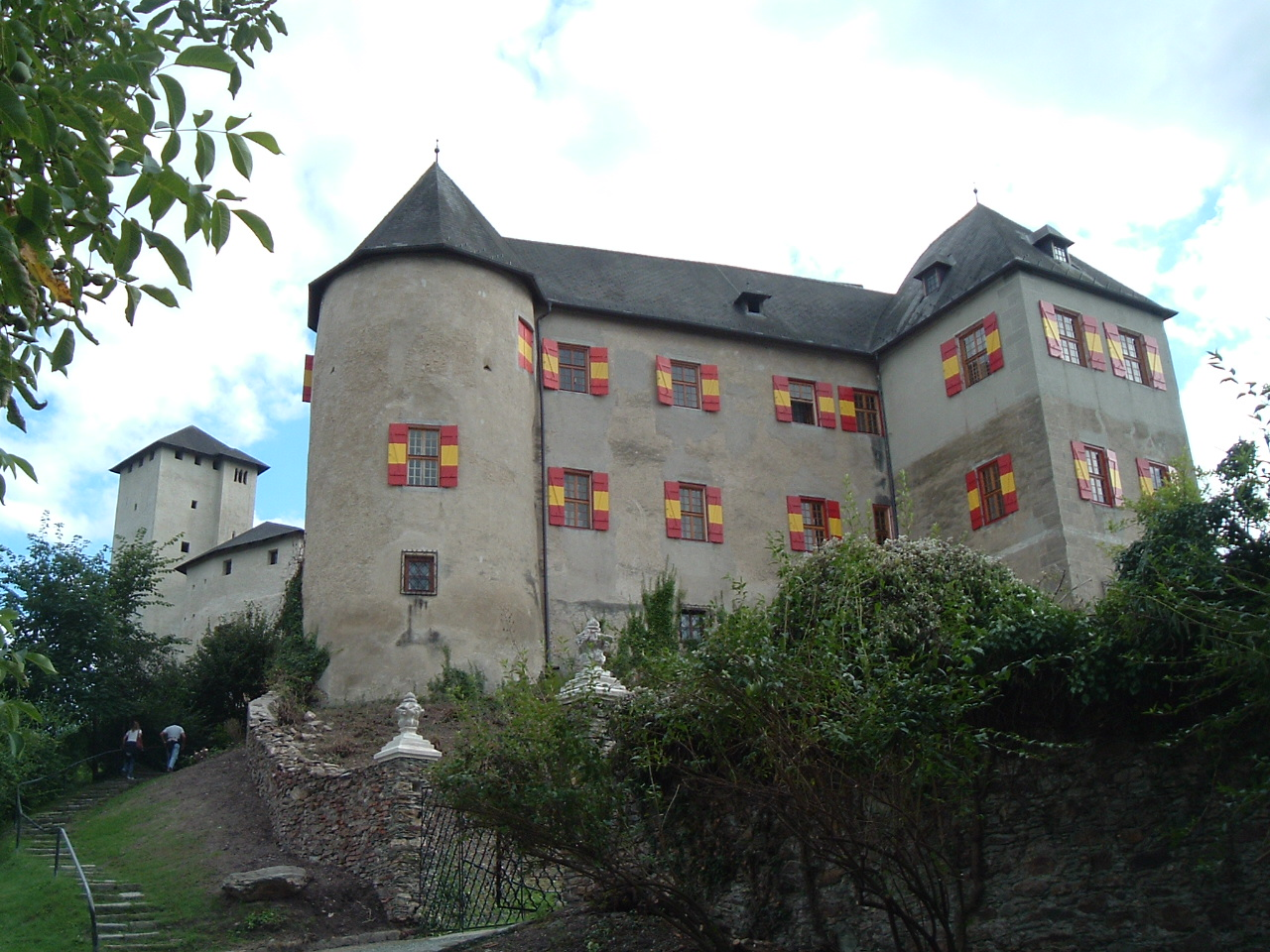
Léka vára

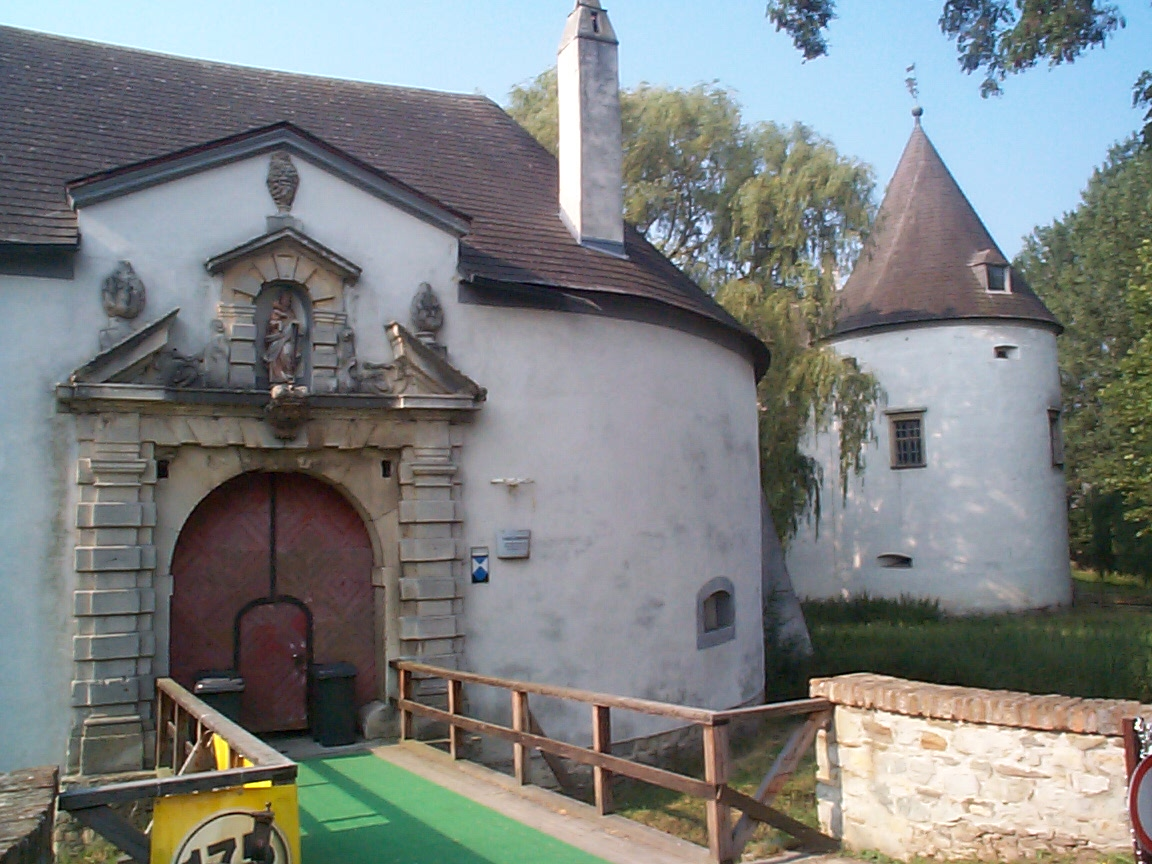
Kabold: A Vízivár kapuja

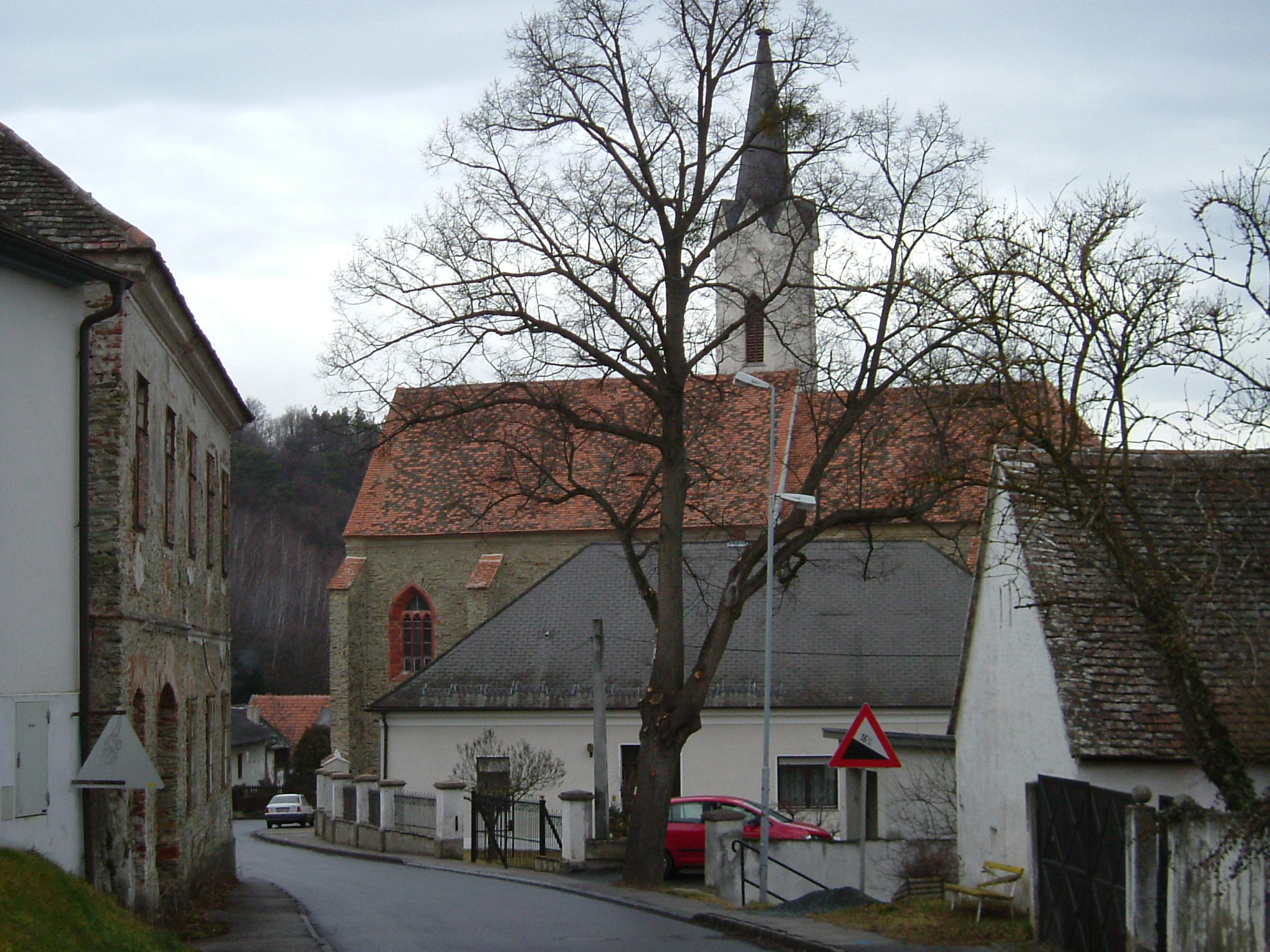
A városszalónaki plébániatemplom

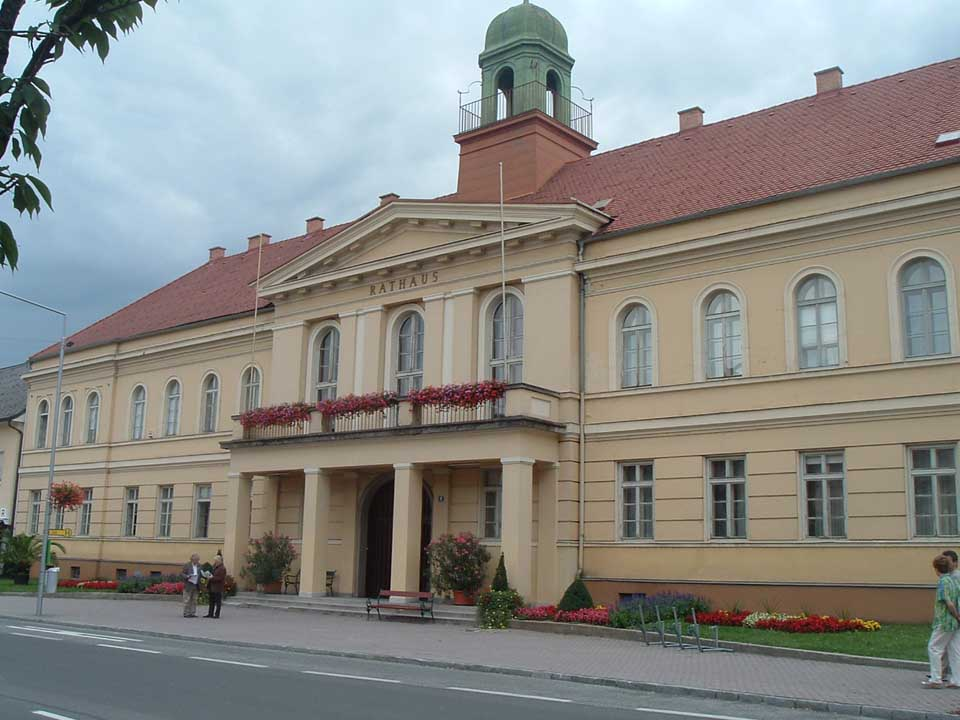
A felsőőri városháza

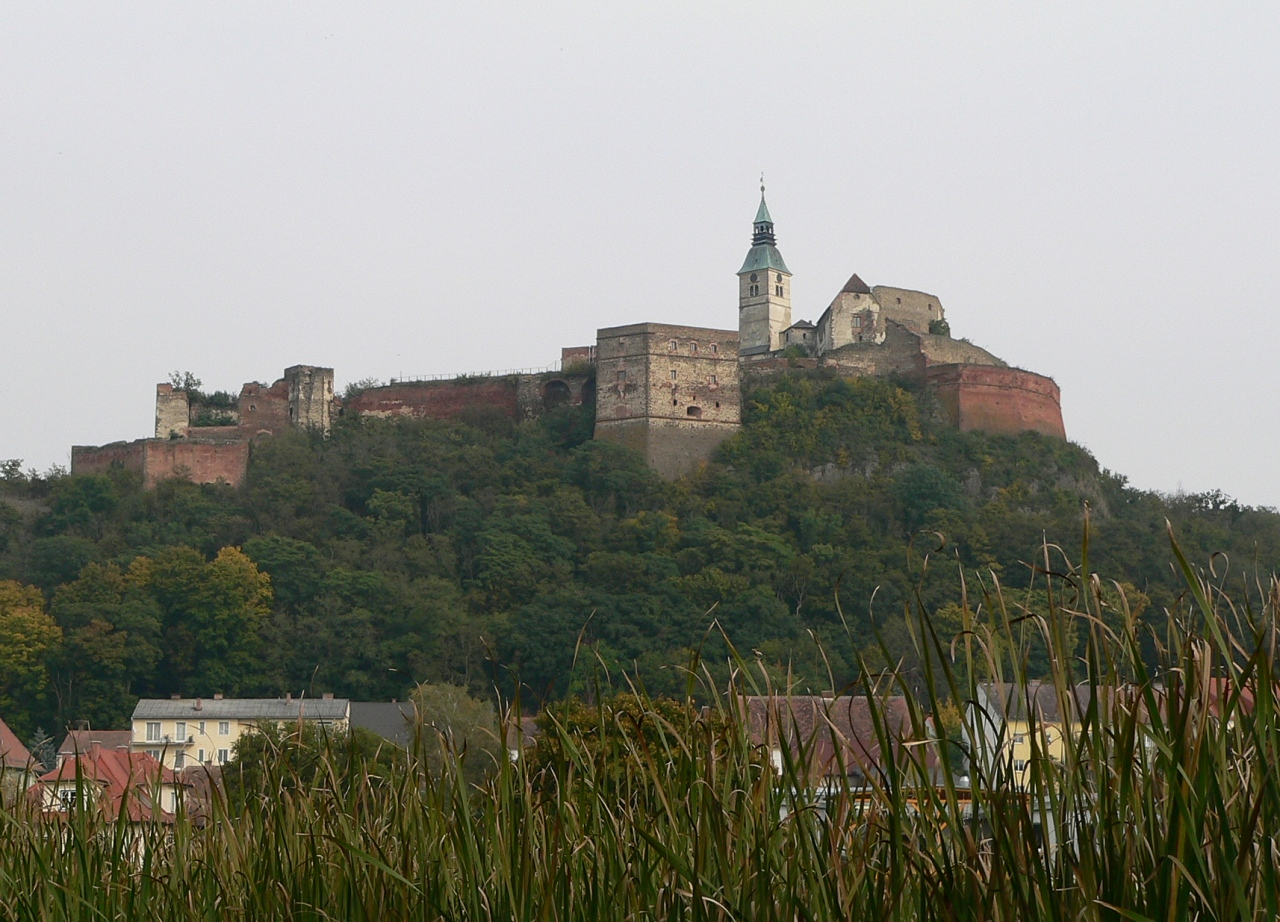
Németújvár: a vár romjai

A Soproni-hegység és a Kőszegi-hegység között.
- Felsőpulya (jelentős magyar kisebbség)
  - Rohonczy-kastély
- Léka
  - Lékai vár (benne a Huszty Ödön[2] ornitológus által alapított természettudományi múzeum) és a kultikus teremmel, melyet talán a templomos lovagok használtak.
  - Ágoston rendi kolostor és templom. A templom alatt Nádasdy-sírbolt
  - Árpád kilátó az Írottkőn, melyet a határ kettéoszt.
- Kabold
  - vízivár
- Lakompak
  - Esterházy-kastély
  - Tarródy Mátyás kuruc tiszt szarkofágja
- Lánzsér
  - Közép-Európa legnagyobb várromja
- Doborján
  - Liszt Ferenc szülőháza

### Dél-Burgenland
A Borostyánkői-hegységtől és a Kőszegi-hegység hegyeitől délre.
- Borostyánkő
  - Borostyánkői vár
- Városszalónak
  - Vár
  - Plébániatemplom
- Máriafalva
  - Katolikus temploma Burgenland legszebb gótikus temploma. A 19. század végén Steindl Imre tervei szerint neogót stílusban felújították. Pécsi Zsolnay-majolikából készült főoltára van.
- Felsőőr
  - Régi plébániatemplom
  - Református templom
  - Városháza
- Alsóőr Burgenland legjelentősebb magyar többségű települése
  - Alsóőri Tájmúzeum
- Vasvörösvár
  - Erdődy-kastély
- Őrisziget Burgenland egyetlen színmagyar lakosságú települése (ma nem önálló)
  - Szent László templom reneszánsz freskókkal
- Németújvár
  - Németújvári vár
  - Draskovich-kastély
  - Szent Jakab-plébániatemplom
- Monyorókerék (itt jelent meg az első magyarországi újság, német nyelven, Neue Zeitung aus Ungarn címen 1567-ben.)
  - Erdődy-kastély
  - Katolikus templom
  - sáncrendszer maradványai
- Pinkakertes
  - Búcsújáró templom
- Pusztaszentmihály
  - kivándorlók emlékoszlopa (1909)
- Nagyfalva
  - a szentgotthárdi csata emlékműve
  - plébániatemplom
- Tóka
  - hármashatár-emlékmű trianoni dátummal

## Stájerország
- Burgau: Batthyány-kastély (Schloss Burgau)
- Mariazell
  - gótikus zarándoktemplom, melynek építtetője Nagy Lajos király, a főkapunál szobra, a kapu feletti reliefen (Mária társaságában) domborműalakja látható. Oltalomlevelet bocsátott ki 1429-ben a zarándokok számára Zsigmond király. A kegykép nagy tisztelője, hg. Esterházy Pál nádor 58 alkalommal zarándokolt ide (XVII. sz.). A templomban két magyar hercegprímás síremléke található, ők Szelepcsényi György és Mindszenty József (utóbbi ma már az esztergomi bazilikában van eltemetve, viszont a rendház átjárójában múzeuma, a közeli kálvárián stációja látható). A templom magyar kápolnái:
    - Imre hg. kápolnája, építtette gr. Draskovich Miklós 1670-ben)
    - I. István kápolnája, alapította Nádasdy Ferenc országbíró, 1665
    - I. László kápolnája. A templomnak számos más magyar vonatkozású (fogadalmi kép, szobor) emléke van.
- Bad Gleichenberg, üdülőtelepülés, itt írta Mikszáth Kálmán a Szent Péter esernyője c. regényét.
- Radegund
  - Magyar Madonna szobra, talapzatán felirat: Patrona Hungariae

## Felső-Ausztria
- Linz, itt hunyt el Batsányi János, a Landstr. 28. sz. alatti házban, itt nyugodott a helyi temetőben mintegy ötven évig.(ma Tapolcán van eltemetve)
- Kammer am Attersee, itt magyar menekültgimnázium működött 1957–1958-ban.

## Tirol
- Kufstein
  - Kufstein vára, várbörtön számos magyar fogollyal, így Wesselényi Miklós, Batsányi János, Verseghy Ferenc, Szentjóbi Szabó László, Kazinczy Ferenc, Czuczor Gergely, Teleki Blanka, Leövey Klára, Rózsa Sándor
- Innsbruck, a helyi magyar gimnázium 1945 és 1961 között működött

## Karintia
- Klagenfurt, Görgei Artúr 1849 és 1867 között élt itt családjával, különböző házakban. A viktringi városrészben, ahol utoljára laktak, utca viseli nevét: Görgeyweg

## Salzburg (tartomány)
- Bad Ischl
  - Lehár Ferenc villája
- Mattsee
  - emlékkereszt a magyar korona 1945. április-július közötti tartózkodásának emlékére
  - emlékmúzeum a helyi plébánián, magyar vonatkozásokkal

## Látnivalók téma szerint

### Műemlékek

#### Kastélyok
- Kismarton: Eszterházy-kastély
- Bécs: Grassalkovich-kastély
- Bécs: Schikaneder-Lehár-kastély
- Köpcsény: „régi kastély”
- Köpcsény: Batthyány-kastély
- Felsőpulya: Rohonczy-kastély
- Lakompak: Eszterházy-kastély
- Vasvörösvár: Erdődy-kastély
- Németújvár: Draskovich-kastély
- Monyorókerék: Erdődy-kastély
- Burgau: Batthyány-kastély

#### Temetők
- Tarcsafürdő temetőjében báró Tóth Ferenc francia tábornok jelképes sírja
- Őrisziget temetőjében nyugszik Kovách Aladár, a Nemzeti Színház igazgatója
- Kismarton Haydn-mauzóleum
- Allensteig (Alsó-Ausztria) második világháborús katonai temető, 69 magyar sírral és az ismeretlen helyen nyugvó Heszlényi József altábornagy kopjafájával
- Retz (Alsó-Ausztria) második világháborús katonai temető, magyar sírokkal
- Oberwölbing (Alsó-Ausztria) második világháborús katonai temető, magyar sírokkal
- Blumau (Alsó-Ausztria) második világháborús katonai temető, magyar sírokkal
- Waidhofen a. Thaya (Alsó-Ausztria) községi temető második világháborús magyar honvédsírokkal (a helyi múzeum két magyar csapatzászlót is őriz)